# Estación Miyanomae
La estación Miyanomae (宮ノ前停留場 Miyanomae-teiryūjō?) de la línea Toden Arakawa, pertenece al único sistema de tranvías de la empresa estatal Toei, y está ubicada en el barrio especial de Arakawa, en la prefectura de Tokio, Japón.

## Sitios de interés
- Santuario Hachiman
- Bomberos de Ogyū
- Comisaría de Ogyū
- Centro médico universitario de mujeres del este de Tokio
- Biblioteca Ogyū de Arakawa
- Oficina de residentes de Ogyū

## Historia
- 1913 (1 de abril): Apertura de la estación.
- 1942 (1 de febrero): Adquisición de la línea por parte de la Ciudad de Tokio.
- 1943 (1 de julio): Se vuelve parte de la flota de tranvías de Tokio (Toden).
- 2003 (18 de octubre): Por obras de aplicación del sistema vial, es trasladada a 50m de su posición original.[1]